# Eustahije II.
Eustahije II. (Eustache; o. 1015. – o. 1087.) bio je grof Boulognea 1049. – 1087., a poznat je po sudjelovanju u bitki kod Hastingsa — borio se na strani Normana kao saveznik Vilima Osvajača.
Roditelji Eustahija II. bili su grof Eustahije I. i supruga mu Matilda Leuvenska.
Eustahijeva je prva supruga bila Goda Engleska – sestra kralja Eduarda, a druga Ida Lorenska, poznata i kao Ida Bulonjska. Ida i Eustahije bijahu potomci Luja II. Francuskog. Ida je Eustahiju rodila Eustahija III., Gotfrida i Balduina. Eustahijev je potomak bila kraljica Matilda.